# Serixia apicalis
Serixia apicalis là một loài bọ cánh cứng trong họ Cerambycidae.